# ذا إكس فاكتور أرابيا (الموسم 5)

## مرحلة تجربة الاداء
الحلقة الأولى (23 ديسمبر 2017)
| رقم | المتسابق     | البلد                    | الفئة                                 | اللفة | الاغنية الذي غناها المشترك                        |
| --- | ------------ | ------------------------ | ------------------------------------- | ----- | ------------------------------------------------- |
| 1   | ربيع النصيبي | تونس                     | الغناء الفردي الاطفال العربي والعالمي | ✔     | لاموني الي غارو مني - لطفي بوشناق (هادي الجويني)  |
| 2   | علي بن يوسف  | الجزائر                  | الغناء الفردي العالمي                 | ✔     | Despacito - Luis Fonsi ft. Daddy Yankee           |
| 3   | نيللي        | مصر                      | الغناء الفردي العربي                  | ✔     | و الله تستاهل يا قلبي - سيد درويش                 |
| 4   | فريق توما    | المغرب                   | الغناء الفرق                          | ✔     | يا منعنع - مصطفى حجاج                             |
| 5   | نجيب حايك    | لبنان                    | الغناء الفردي العربي                  |       | على الله تعود - وديع الصافي                       |
| 6   | منصور الفراج | السعودية                 | الغناء الفردي العربي                  | ✔     | موال الأماكن - محمد عبده قالوا ترى - عبادي الجوهر |
| 7   | فهد الصقار   | الإمارات العربية المتحدة | الغناء الفردي العربي                  |       | اقول وقد ناحت بقربي حمامة - ناظم الغزالي          |
| 8   | مجدي الهواري | الجزائر                  | الغناء الفردي الاطفال العربي والعالمي | ✔     | aicha - الشاب خالد                                |
| 9   | عثمان حسن    | المغرب                   | الغناء الفردي العربي                  | ✔     | علاش يا غزالي - المعطي بنقاسم                     |
| 10  | محمد السلطان | الكويت                   | الغناء الفردي العربي                  | ✔     | بتبع قلبي - عبدالله الرويشد                       |
| 11  | هالة حسين    | سوريا                    | الغناء الفردي العربي                  | ✔     | لما بدا يتثنى - الموشح العربي                     |
| 12  | حسام خوري    | لبنان                    | الغناء الفردي العالمي                 |       | uptown funk - mark ronson ft. bruno mars          |
| 13  | فرقة ذا كويز | الأردن                   | الغناء الفرق                          | ✔     | الليلة يا سمرة - محمد منير                        |
| 14  | مروان ساسي   | تونس                     | الغناء الفردي العربي                  |       | اه يا خليلة - صليحة                               |

الحلقة الثانية ( 30 ديسمبر 2017 )
| رقم | المتسابق           | البلد                    | الفئة                                 | اللفة | الاغنية الذي غناها المشترك                             |
| 1   | ابراهيم طلال       | السعودية                 | الغناء الفردي العربي                  | ✔     | سر حبي - أبو بكر سالم                                  |
| 2   | عمر عبد العظيم     | مصر                      | الغناء الفردي العربي                  |       | اهواك - عبد الحليم حافظ                                |
| 3   | مصطفى عبد العزيز   | سوريا                    | الغناء الفردي العالمي                 | ✔     | Papaoutai - Stromae                                    |
| 4   | نهى نصري           | لبنان                    | الغناء الفردي العربي                  | ✔     | موال برضاك - ام كلثوم على بابي واقف قمرين - ملحم بركات |
| 5   | نجيب الصقر         | البحرين                  | الغناء الفردي الاطفال العربي والعالمي | ✔     | زيدني عشقا - كاظم الساهر                               |
| 6   | امير عبد ربه       | مصر                      | الغناء الفردي العربي                  | ✔     | اتحدى العالم - صابر الرباعي                            |
| 7   | أميرة عطا          | لبنان                    | الغناء الفردي العربي                  |       | جرح الماضي - وائل جسار                                 |
| 8   | شاكر بن محمد       | الجزائر                  | الغناء الفردي الاطفال العربي والعالمي | ✔     | قل للمليحة في الخمار الاسود - صباح الفخري              |
| 9   | سعيد سليمان        | تونس                     | الغناء الفردي العالمي                 | ✔     | Lasciatemi Cantare -Toto Cutugno                       |
| 10  | علاء بن عبد الرحمن | الإمارات العربية المتحدة | الغناء الفردي الاطفال العربي والعالمي | ✔     | تريد الهوى - عبد المعنم العامري                        |

الحلقة الأولى ( 6 يناير 2018)
| رقم | المتسابق     | البلد                    | الفئة                                 | اللفة | الاغنية الذي غناها المشترك                        |
| --- | ------------ | ------------------------ | ------------------------------------- | ----- | ------------------------------------------------- |
| 1   | سمير عبيد    | ليبيا                    | الغناء الفردي العربي                  | ✔     | للمدن - عماد عبدالحليم                            |
| 2   | علي بن يوسف  | الجزائر                  | الغناء الفردي العالمي                 | ✔     | Despacito - Luis Fonsi ft. Daddy Yankee           |
| 3   | نيللي        | مصر                      | الغناء الفردي العربي                  | ✔     | و الله تستاهل يا قلبي - سيد درويش                 |
| 4   | فريق توما    | المغرب                   | الغناء الفرق                          | ✔     | يا منعنع - مصطفى حجاج                             |
| 5   | نجيب حايك    | لبنان                    | الغناء الفردي العربي                  |       | على الله تعود - وديع الصافي                       |
| 6   | منصور الفراج | السعودية                 | الغناء الفردي العربي                  | ✔     | موال الأماكن - محمد عبده قالوا ترى - عبادي الجوهر |
| 7   | فهد الصقار   | الإمارات العربية المتحدة | الغناء الفردي العربي                  |       | اقول وقد ناحت بقربي حمامة - ناظم الغزالي          |
| 8   | مجدي الهواري | الجزائر                  | الغناء الفردي الاطفال العربي والعالمي | ✔     | aicha - الشاب خالد                                |
| 9   | عثمان حسن    | المغرب                   | الغناء الفردي العربي                  | ✔     | علاش يا غزالي - المعطي بنقاسم                     |
| 10  | محمد السلطان | الكويت                   | الغناء الفردي العربي                  | ✔     | بتبع قلبي - عبدالله الرويشد                       |
| 11  | هالة حسين    | سوريا                    | الغناء الفردي العربي                  | ✔     | لما بدا يتثنى - الموشح العربي                     |
| 12  | حسام خوري    | لبنان                    | الغناء الفردي العالمي                 |       | uptown funk - mark ronson ft. bruno mars          |
| 13  | فرقة ذا كويز | الأردن                   | الغناء الفرق                          | ✔     | الليلة يا سمرة - محمد منير                        |
| 14  | مروان ساسي   | تونس                     | الغناء الفردي العربي                  |       | اه يا خليلة - صليحة                               |

## انطلاق البرنامج
أعلنت قناة دبي و دي ام سي عن إطلاق البرنامج العالمي للبحث عن المواهب ذا اكس فاكتور بصيغته العربية تمّ التطرّق إلى تفاصيل البرنامج وطبيعته، وآليّته، وخصوصيّته، ومكامن الالتقاء والاختلاف ما بينه وبين برامج البحث عن المواهب الأخرى. وفي معرض الإجابة على أسئلة الصحافيين الحاضرين، أوضح قنوات أن “بحث البرنامج يتركز على مجموعة من العناصر الأساسية الواجب توافرها في شخصية المشتركين، والتي تشكِّل “الخامة الصوتية” إحداها، ولكنها، وبحسب بُنية البرنامج، ليست العامل الأوحد للنجاح أو التأهّل.” وأوضح حايك أن ثمة عناصر أخرى أساسية ومحورية لا تقل أهمية عن الصوت، تُسهم مجتمعةً في بناء “العامل X” الذي يمكّن صاحبه من النجاح والتأهل، ولاحقاً الفوز بالبرنامج.. منها على سبيل المثال لا الحصر: “الحضور، والذكاء، والكاريزما، والإطلالة أو “اللوك”، وطريقة مخاطبة الناس والتفاعل معهم، وسرعة البديهة، وكيفية التصرّف تحت الضغط والمنافسة… إلى جانب قدرة المشتركين على التأثير في لجنة لتحكيم والجمهور، والاستئثار بمحبّتهم على المسرح وفي الحياة العامة.” إذاً، يصح القول أن “ذا اكس فاكتور” يمثّل 4 برامج في واحد (4 في 1)، فهو وبالإضافة إلى إمكان الغناء بلغات متعدّدة، عربية وأجنبية، يتنافس المشتركون ضمن أربع فئات مختلفة ومتنوّعة.